# Horla
Horla ist ein Stadtteil der Stadt Sangerhausen in Sachsen-Anhalt.

## Geographie
Horla liegt nordwestlich von Sangerhausen an der Landstraße zum Auerberg.

## Geschichte
Die erste urkundliche Erwähnung erfolgte im Jahr 1311.

### Eingemeindungen
Bis 2005 war Horla eine politisch eigenständige Gemeinde. Am 1. Oktober 2005 wurde sie in die Stadt Sangerhausen eingemeindet.

## Politik

### Ortsbürgermeister
Ortsbürgermeisterin für die Zeit vom 1. Juli 2019 bis 30. Juni 2029 ist Sandra Biedermann.

## Sehenswürdigkeiten
- Freigehege mit Rot-, Dam- und Schwarzwildbestand. Verwaltet und geführt von Fam. Schliebe aus Horla.

## Wirtschaft und Infrastruktur

### Verkehr
Östlich der Gemeinde ist die Bundesstraße 86 von Sangerhausen nach Hettstedt. Die Autobahn A 38 die von Halle (Saale) nach Göttingen führt, liegt südlich von Horla.

## Persönlichkeiten
- Eberhard Kirchberg (1946–2022), Mathematiker